# Nestle–Aland
Nestle–Aland är en elektronisk, standardiserad, akademisk utgåva av det grekiska Nya testamentet. Den har två funktioner som den tryckta utgåvan saknar:
- transkribering av viktiga grekiska manuskript av det nya testamentet
- referensverktyg som är baserade på dessa transkriberingar.

Nestle–Aland är ett projekt från Institut für neutestamentliche Textforschung INTF från universitetet i Münster. Det är ett samarbetsprojekt tillsammans med Scholarly Digital Editions i Leicester och Deutsche Bibelgesellschaft i Stuttgart. Den är delfinansierad av Deutsche Forschungsgemeinschaft i Bonn.